# Скокоміш (Вашингтон)
Скокоміш (англ. Skokomish) — переписна місцевість (CDP) в США, в окрузі Мейсон штату Вашингтон. Населення — 615 осіб (2020).

## Географія
Скокоміш розташований за координатами 47°19′42″ пн. ш. 123°9′32″ зх. д. / 47.32833° пн. ш. 123.15889° зх. д. (47.328343, -123.158800).  За даними Бюро перепису населення США в 2010 році переписна місцевість мала площу 17,93 км², з яких 17,36 км² — суходіл та 0,57 км² — водойми.

## Демографія
Згідно з переписом 2010 року, у переписній місцевості мешкало 617 осіб у 181 домогосподарстві у складі 142 родин. Густота населення становила 34 особи/км².  Було 200 помешкань (11/км²).
Расовий склад населення:
| - 79,3 % — корінних американців - 14,6 % — білих - 0,2 % — азіатів |

До двох чи більше рас належало 5,3 %. Частка іспаномовних становила 5,5 % від усіх жителів.
За віковим діапазоном населення розподілялося таким чином: 30,5 % — особи молодші 18 років, 59,5 % — особи у віці 18—64 років, 10,0 % — особи у віці 65 років та старші. Медіана віку мешканця становила 30,3 року. На 100 осіб жіночої статі у переписній місцевості припадало 102,3 чоловіків;  на 100 жінок у віці від 18 років та старших — 105,3 чоловіків також старших 18 років.
Середній дохід на одне домашнє господарство  становив 40 701 долар США (медіана — 32 500), а середній дохід на одну сім'ю — 44 779 доларів (медіана — 40 938). Медіана доходів становила 37 500 доларів для чоловіків та 36 042 долари для жінок. За межею бідності перебувало 31,9 % осіб, у тому числі 31,7 % дітей у віці до 18 років та 7,3 % осіб у віці 65 років та старших.
Цивільне працевлаштоване населення становило 209 осіб. Основні галузі зайнятості: публічна адміністрація — 22,5 %, освіта, охорона здоров'я та соціальна допомога — 20,6 %, мистецтво, розваги та відпочинок — 19,1 %, сільське господарство, лісництво, риболовля — 18,7 %.